# Family Research Council
Family Research Council (с англ. — «Совет по семейным исследованиям»; FRC) — американская общественная организация право-религиозного толка, основанная в США в 1981 году психологом Джеймсом Добсоном и зарегистрированная в 1983 году в качестве юридического лица.
В начале своей деятельности организация представляла собой группу по интересам для обсуждения консервативных политических мероприятий в вашингтонском Капитолии. В конце 1980-х годов группа примкнула к организации Focus on the Family (также основанной Добсоном), но в 1992 году по причине налоговых проблем и внутренних разногласий снова вышла из неё. Цель группы — продвижение семейных ценностей.
FRC ведёт занимает жёсткую консервативную позицию и активно ведёт общественную деятельность против разводов, абортов и прав гомосексуалов в США и других странах. Правозащитная организация Southern Poverty Law Center признала FRC группой ненависти, направленной против прав ЛГБТ.

## Руководство
Президенты FRC:
- Джерри Режье[англ.] (1984—1988)
- Гэри Бауэр[англ.] (1988—1999)
- Кеннет Коннор (2000—2003)
- Тони Перкинс[англ.] (2003—)